# Lokala interstellära molnet

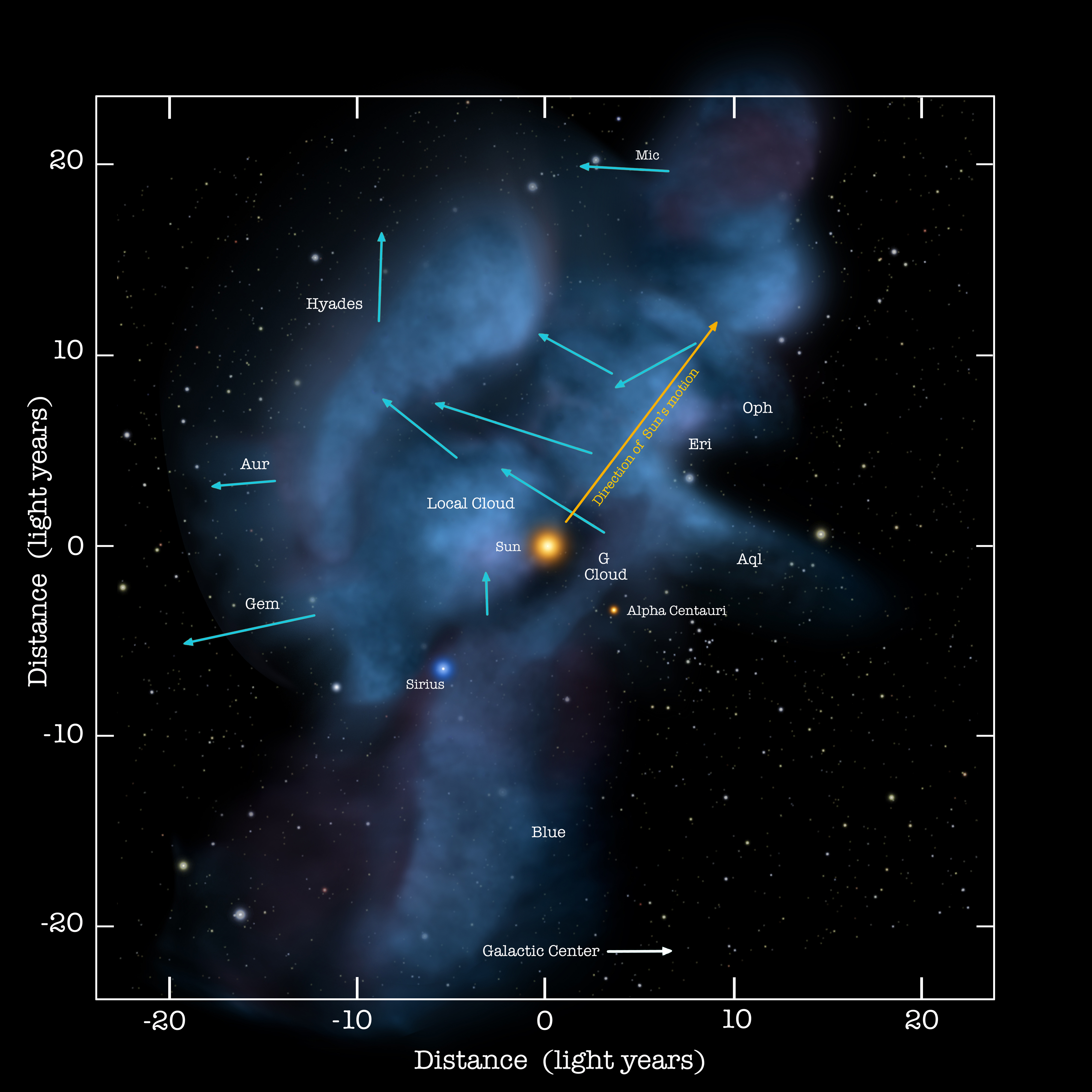
Lokala interstellära molnet.

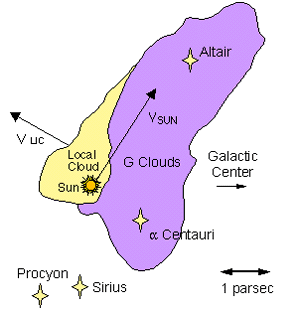
Lokala interstellära molnet och G-molnet

Lokala interstellära molnet är ett interstellärt moln där Solsystemet för närvarande passerar. Det är för närvarande (2010) okänt om Solen är belägen inuti Lokala interstellära molnet, eller där Lokala interstellära molnet och G-molnet möts.

### Fotnoter
1. ↑  http://www.centauri-dreams.org/?p=14203, Into the Interstellar Void, Centauri Dreams